# Alberto Arvelo Torrealba
Alberto Arvelo Torrealba (Barinas, 3 de septiembre de 1905-Caracas, 28 de marzo de 1971) fue un poeta, ensayista, abogado, político, diplomático y crítico literario venezolano. Su gran reconocimiento en la cultura popular y en la identidad venezolana se debe a su creación en verso, Florentino y El Diablo.

## Biografía
En el seno de su familia destacaban varios poetas, como su madre, Atilia Torrealba de Arvelo, y sus primos hermanos, Alfredo Arvelo Larriva y Enriqueta Arvelo Larriva. Estudió primaria en su ciudad natal y secundaria en el Liceo San José de Los Teques, al que ingresó como interno a los 16 años de edad y luego en el Liceo Caracas, graduándose de bachiller en 1927. En 1935, se graduó como abogado y luego de doctor en ciencias políticas, habiendo estudiado en la Universidad Central de Venezuela.
Poeta en la tradición de los llamados «aedas del llano», publica su primer volumen de versos, Música de Cuatro, en 1928. Fue docente de castellano y literatura en varios liceos y colegios de Caracas desde 1935 hasta 1936, cuando accede al cargo de Inspector técnico de educación secundaria en el Distrito Federal e inspector de primaria en Barinas y Apure. 

[…] Y vio que el hombre de la llanura era, ante la vida, indómito y sufridor, indolente e infatigable; en la lucha, impulsivo y astuto; ante el superior, indisciplinado y leal; con el amigo, receloso y abnegado; con la mujer voluptuoso y áspero; consigo mismo, sensual y sobrio. en sus conversaciones, malicioso e ingenuo, incrédulo y supersticioso; en todo caso alegre y melancólico, positivista y fantaseador. Humilde a pie y soberbio a caballo. Todo a la vez y sin estorbarse, como están los defectos y virtudes en las almas nuevas
Rómulo Gallegos en alusión a los llaneros

### Carrera diplomática y gubernamental

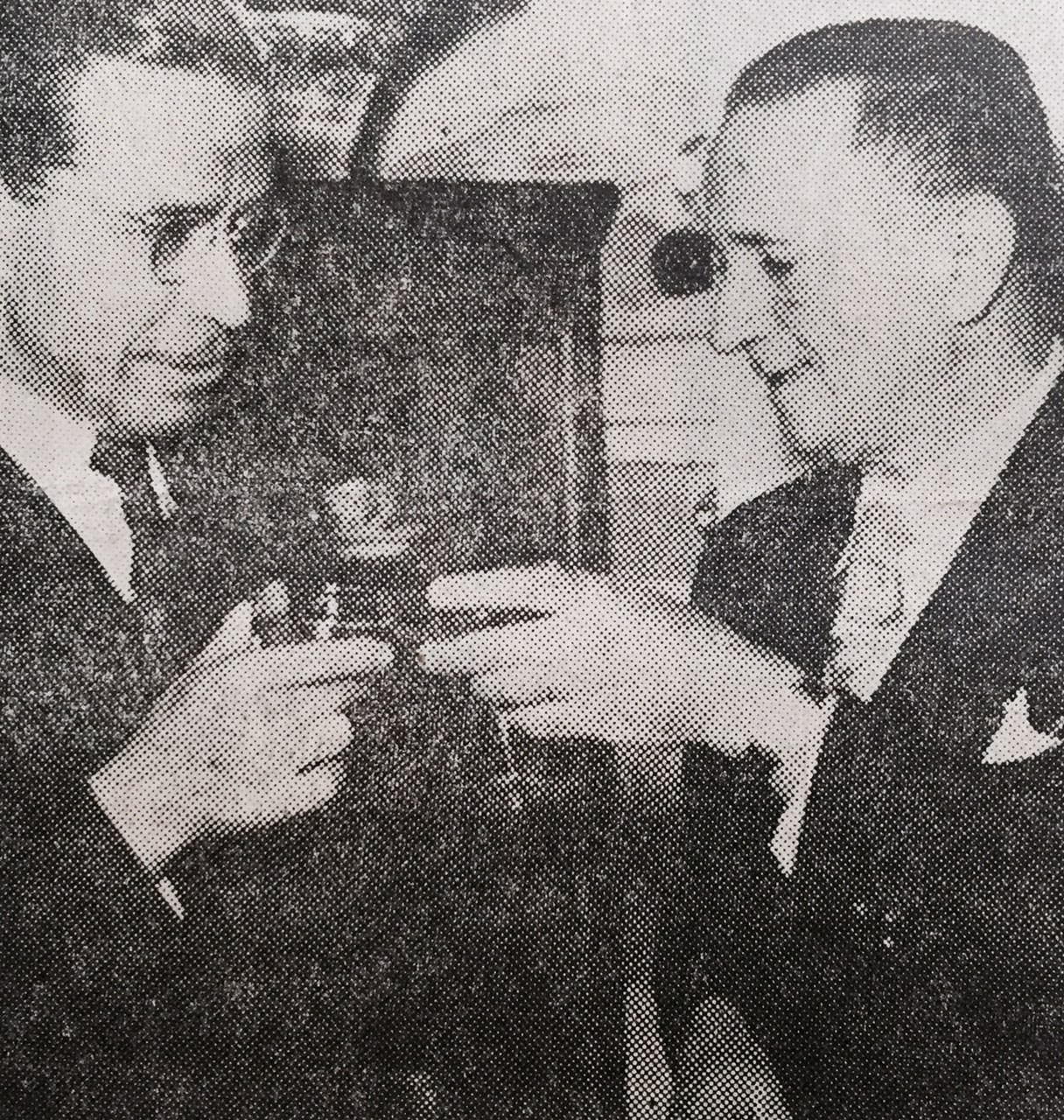
El presidente de Bolivia, Víctor Paz Estenssoro y el entonces embajador de Venezuela, Alberto Arvelo Torrealba, en 1952.

Más tarde ocuparía varios cargos públicos. En 1937 es nombrado Secretario de gobierno del estado Portuguesa y luego Gobernador del estado Barinas entre 1941 y 1945. Durante su gobierno se sanearon los cauces de los ríos Pagüey y Masparro, además de reabrir el comercio con el territorio de los llanos de occidente. Realizó carrera diplomática, como embajador en Bolivia entre 1952 y 1953 y en Italia entre 1953 y 1955. También se desempeñó como presidente del Consejo Técnico de Educación en 1940 y Ministro de Agricultura y Cría entre 1952 y 1953 en el período dictatorial del Gnrl. Marcos Pérez Jiménez.
En 1940 publica su obra más famosa, el poema Florentino y El Diablo. Del mismo existen dos versiones más, de 1950 y 1957. En esta obra, el llanero Florentino se bate a duelo de canto con el diablo. La obra es considerada como folklore del pueblo venezolano y ha sido adaptada al cine, teatro y televisión. El maestro Antonio Estévez compuso su “Cantata Criolla” utilizando la letra de Florentino y El Diablo. Arvelo Torrealba también tradujo obras de Giuseppe Ungaretti.
Durante el bienio 1964-1965 se le concede el Premio Nacional de Literatura por su libro Lazo Martí, Vigencia en Lejanía. En 1968 fue incorporado a la Academia Venezolana de la Lengua, como individuo de número. Un municipio de su natal estado Barinas lleva su nombre, honrando así su memoria.

### Últimos años y fallecimiento
Su salud a partir de 1969-1970 era deplorable. Se le había amputado una pierna. Sin embargo, conservó el sentido del humor, razón por la cual escribió una improvisada cuarteta a raíz de su operación quirúrgica: 
La pata metió la pata
y tantas vainas echó,
que por torpe y por ingrata
bisturí se la sopló.
 Falleció en la madrugada el 28 de marzo de 1971 en Caracas, tras largos años de malestares.

### Familia
Hijo de Pompeyo Arvelo y Atilia Torrealba de Arvelo, provenía de una familia de poetas. Su madre Atilia, fue una importante poetisa de Barinas. Tuvo cinco hermanos: Pompeyo, Rafael Ángel, Aura Atila, Marco Antonio y María Lorenza Arvelo Torrealba. En 1936, contrajo nupcias con Rosa Dolores Ramos Calles y de esa unión nacieron Alberto y Mariela Arvelo Ramos.

## Obra
Su obra poética refleja la tradición y costumbres de la región de los llanos venezolanos y la vida de sus habitantes. Tras una aparente y engañosa ubicación dentro del criollismo y del nativismo, Alberto Arvelo Torrealba nos ofrece una poesía de gran fuerza lírica y épica, a la cual no son ajenas las reflexiones filosóficas y existenciales, aunque sin disminuir ni enajenar la intensidad estética. Tuvo una vasta producción la cual está representada principalmente en seis libros:
- 1928: Música de cuatro, primer libro de poemas.
- 1932: Cantas.
- 1940: Glosas al cancionero, es en este volumen donde se publica por primera vez Florentino y el diablo.
- 1952: Caminos que andan, reeditado en 1971.
- 1965: Lazo Martí: Vigencia en Lejanía, estudio de la Silva Criolla del poeta guariqueño, Francisco Lazo Martí.
- 1967: Obra poética, compendio de su poesía.[4][6]

La gran popularidad de sus versos se explica por los temas sacados de la vida y del paisaje cotidiano del habitante de las llanuras venezolanas, y por el uso de formas métricas y estróficas de atractiva sonoridad y de larga tradición popular, heredada de nuestro pasado hispánico: el octosílabo, la copla, la décima o espinela, el romance… Pero sus imágenes son muchas veces herméticas, producto de una elaboración poética rica y compleja, con los recursos de una vasta cultura.

## Distinciones y premios
- 1966: Premio Nacional de Literatura, por el ensayo Lazo Martí: vigencia en lejanía.
- 1968: Ingresa como miembro de número a la Academia de la Lengua.[4]